# 共同 (政党)
共同（西班牙語：Comunes），前称共同替代革命力量，是哥伦比亚的一个左翼政党。该党成立于2017年9月1日，并于同年10月31日获得合法地位。该党是前反政府武装组织哥伦比亚革命武装力量—人民军的政治继承者。该党的主席是罗德里戈·隆多尼奥。该党的意识形态是共产主义、马克思列宁主义、玻利瓦尔主义。该党曾与哥伦比亚共产党尝试组建选举联盟，以应对2018年哥伦比亚议会选举。